# Programa ISEE

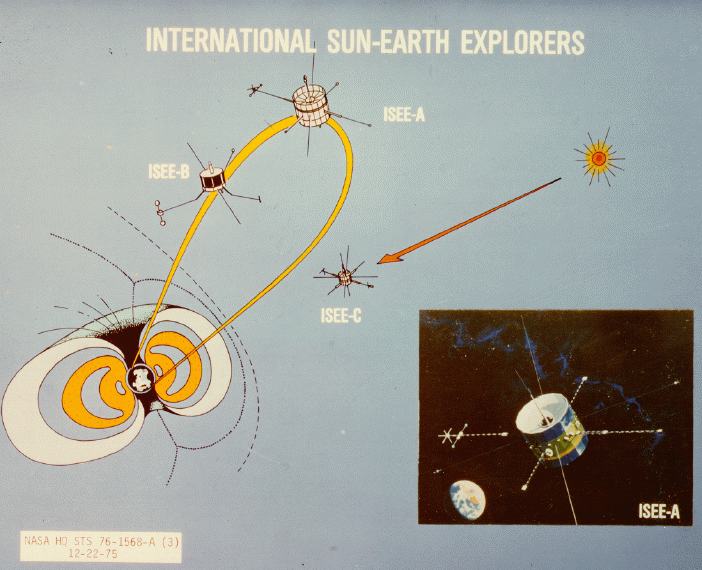
Òrbites dels tres satèl·lits del programa ISEE i de la magnetosfera terrestre.

El programa ISEE (acrònim de International Sun-Earth Explorer, en català « Exploració internacional Sol-Terra ») és una sèrie de tres satèl·lits científics, construïts per l'ESA i la NASA i llançats el 1977/1978 per estudiar les interaccions entre el vent solar i la magnetosfera terrestre. Les ISEE 1 i 2, en circular en una òrbita comuna a molt poca distància l'una de l'altra, inauguren una nova tècnica d'estudi de la magnetosfera que permet eliminar l'ambigüitat entre la variació espacial i temporal dels fenòmens observats als límits d'aquesta regió de l'espai. L'ISEE-3 és el primer satèl·lit col·locat en òrbita al voltant de l'L1. Rebatejat com ICE, va sobrevolar el Cometa Giacobini-Zinner el 1985 i després el cometa de Halley el 1986.

## Context
Des del descobriment de la magnetosfera de la Terra pel satèl·lit Explorer 12, els científics estaven considerant enviar dos o més satèl·lits simultàniament per al seu estudi. De fet, les característiques de la magnetosfera canvien constantment i amb un únic satèl·lit és difícil determinar si els canvis observats pel satèl·lit resulten de variacions reals de les condicions locals o només estan relacionats amb el moviment de la màquina a l'espai. D'altra banda, si un grup de satèl·lits es mou en la mateixa trajectòria mentre roman relativament a prop, aquesta ambigüitat entre la variació espacial i temporal es pot eliminar. Mitjançant la datació del fenomen observat per cadascun d'aquests satèl·lits, també és possible establir la velocitat i la direcció del fenomen que afecta la magnetosfera. Idealment, es necessita almenys 3 satèl·lits per estudiar el fenomen en 3 dimensions. A la pràctica, per motius econòmics, es veu obligat a limitar a 2 satèl·lits però com que la trajectòria dels satèl·lits és generalment perpendicular als límits en moviment de la magnetosfera, aquest nombre és generalment suficient. El programa ISEE és un projecte desenvolupat conjuntament per l'Agència Espacial Europea (ESA) i la NASA. Originalment, a finals dels anys 60 del segle xx, les dues agències van estudiar cadascuna de les missions d'exploració de la magnetosfera amb satèl·lits situats en òrbites altes molt el·líptiques. Per a la NASA, l'objectiu és continuar la recollida de dades realitzada per la sèrie de satèl·lits IMP del programa Explorer (IMP 1 a IMP-8). L'any 1971, les dues agències es van adonar que tenien tot el seu interès a combinar els seus dos projectes: la NASA es va encarregar de desenvolupar el satèl·lit mare inspirat en l'estudi de l'IMP K-K' (que havia de ser el nou representant de la sèrie IMP) mentre que l'ESA es basa en l'estudi HEMS per desenvolupar el satèl·lit fill. En adonar-se que en la data de llançament de la missió ja no hi hauria un satèl·lit col·locat en una òrbita heliocèntrica per mesurar les condicions interplanetàries (principalment el vent solar), la NASA decideix construir un tercer satèl·lit amb aquesta finalitat. com a part del projecte, també basat en el disseny dels IMP. El programa rep diversos noms, el més utilitzat és International Magnetospheric Explorer (IME). Finalment, l'any 1974, el programa es va anomenar oficialment Explorador Internacional Sol-Terra (ISEE). El parell de satèl·lits s'anomena ISEE A (nau mare) i ISEE B (nau filla), mentre que el satèl·lit situat en òrbita heliocèntrica s'anomena ISEE C. D'acord amb els estàndards de l'època, els satèl·lits se rebategen després del seu llançament respectivament ISEE 1, 2 i 3. L'ISEE 1 i 3 són la principal contribució de la NASA al programa internacional International Magnetospheric Study (anglès) de 1970 dedicat a l'estudi de l'plasma en l'entorn espacial terrestre.

## Objectius científics
L'objectiu dels tres satèl·lits ISEE és estudiar les característiques dinàmiques de la magnetosfera terrestre i el vent solar a la regió situada prop d'aquesta regió de l'espai: l'objectiu és analitzar les interaccions entre el medi interplanetari. i l'entorn immediat de la Terra, la superfície de xoc de la magnetosfera i l'embolcall magnètic per tal de poder modelar aquestes interaccions. Els objectius més detallats són:
- estudiar les relacions entre el Sol i la Terra als límits exteriors de la magnetosfera;
- examinar l'estructura detallada del vent solar prop de la Terra i l'ona de xoc que es forma a la interfície entre el vent solar i la magnetosfera terrestre;
- estudiar els moviments i mecanismes que actuen en les capes del plasma;
- continuar l'estudi dels raigs còsmics i erupcions solars a l'espai interplanetari situat a 1 Unitat Astronòmica del Sol.

## ISEE-1 i ISEE-2

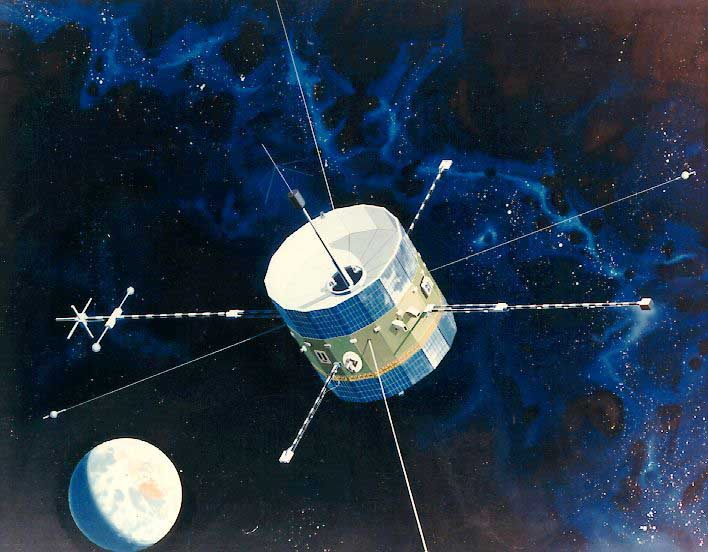
ISEE 1.

L'ISEE-1 i l'ISEE-2 van ser llançats a l'òrbita el 22 d'octubre de 1977 per un coet Delta 2914 llançat des de la Base de llançament de Cap Canaveral. Estan col·locats en una òrbita alta molt el·líptica l'apogeu de la qual es troba a 23 radis terrestres (137806 km) i el perigeu a 6600 km amb una inclinació de 28,76°. L'eix dels satèl·lits en rotació es manté permanentment perpendicular al pla de l'eclíptica amb una desviació no superior a 1°. Aquesta òrbita permet que els dos satèl·lits travessin la magnetosfera després l'embolcall magnètic i finalment el medi interplanetari.
Els dos satèl·lits operen en tàndem; se succeeixen mentre estan separats per una distància variable d'entre 50 i 5.000 km que s'ajusta pels operadors terrestres segons les necessitats gràcies a l'ús de la propulsió ISEE 2. Aquesta tècnica elimina qualsevol ambigüitat sobre l'origen de les variacions observades pels instruments científics a bord. En el transcurs de la missió, l'ISEE 1 perd 1 instrument i 4 només operen parcialment. Després de 1518 òrbites al voltant de la Terra, els dos satèl·lits van ser destruïts durant la seva reentrada atmosfèrica el 26 de setembre de 1987.

### Característiques tècniques
L'ISEE 1 va ser construït per la NASA mentre que l'ISEE 2 va ser proporcionat per l'Agència Espacial Europea:
- ISEE 1 (també anomenat ISEE-A o Explorer 56), ja que ISEE 3 es basa en el satèl·lit IMP. És un satèl·lit cilíndric estabilitzat per rotació amb una massa total de 340 kg. Les cèl·lules solars que cobreixen el seu cos proporcionen 175 watts;
- ISEE 2 est le vaisseau fille de ISEE 1.També és un satèl·lit estabilitzat per rotació, de forma cilíndrica. En el moment del llançament, la seva massa és de 166 kg incloent 27,7 kg d'instruments científics. Utilitza 6 propulsors de gas fred que tenen 10,7 kg de freó-14.Les cèl·lules solars proporcionen més de 100 watts (65 watts després de 10 anys). El responsable industrial és el fabricant aeroespacial alemany Dornier. La transmissió de dades es realitza amb una velocitat màxima de 8192 bits per segon.

### Instruments científics
L'ISEE 1 i 2 porten instruments científics per mesurar camps elèctrics i magnètics, plasma, ones i partícules energètiques. La meitat dels instruments a bord són comuns als dos satèl·lits per permetre fer operacions en tàndem i per determinar si les variacions mesurades estan relacionades amb el desplaçament o les fluctuacions temporals:
- ANM/AND (Electrons & Protons) ;
- LEPEDEA (Low-Energy Proton and Electron Differential Energy Analyzer) ;
- RUM/RUD (Fluxgate Magnetometer Experiment) magnétomètre fluxgate ;
- FPE (Fast Plasma Experiment) ;
- WIM/KED (Medium Energy Particles Experiment) ;
- GUM/GUD (Plasma Wave Investigation) ;
- HEM (VLF Wave Propagation Experiment) integrat només a l'ISEE 1;
- EGD (Solar Wind Ion Experiment) integrat només a l'ISEE 2;
- HPM (DC Electric Field Experiment) integrat només a l'ISEE 1;
- HOM (Low Energy Cosmic Ray Experiment) integrat només a l'ISEE 1;
- MOM (Quasi-Static Electric Field Experiment) integrat només a l'ISEE 1;
- OGM (Fast Electron Spectrometer Experiment) integrat només a l'ISEE 1;
- SHM (Ion Composition Experiment) integrat només a l'ISEE 1.

## ISEE-3 ou ICE

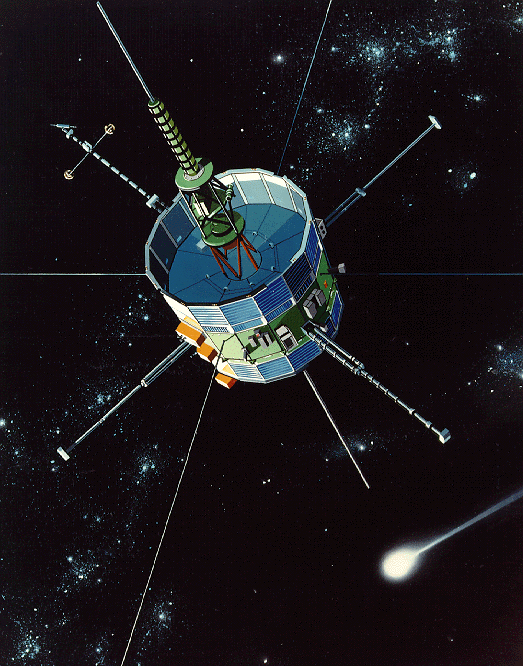
ISEE-3

### Estudi de la magnetosfera (1978-1982)
L'ISEE-3 es va llançar el 12 d'agost de 1978 per estudiar les interaccions entre la magnetosfera terrestre i el vent solar aigües amunt de la magnetosfera terrestre. Aquest satèl·lit és el primer objecte artificial col·locat a l'L1 a l'eix Terra-Sol, a uns 1,5 milions de km de la Terra. Aquest punt on s'equilibren les forces gravitatòries de la Terra i el Sol no permet que el satèl·lit s'hi quedi. Circula en una òrbita Halo al voltant de l'L1 mitjançant correccions periòdiques fetes amb la seva propulsió.

### Sobrevol de cometes (1982-1986)
El 1982, una segona missió va ser assignada a l'agència espacial. L'objectiu és estudiar les interaccions entre el vent solar i l'atmosfera dels cometes. Rebatejat ICE ("International Cometary Explorer"), va sortir de la seva òrbita al voltant de l'L1 el 10 de juny 1982 i es va col·locar en una òrbita heliocèntrica que el fa sobrevolar la cua del Cometa Giacobini-Zinner, l'11 de setembre de 1985, després d'haver creuat la meitat del Sistema Solar. Va ser el primer sobrevol d'un cometa per una nau espacial. El satèl·lit va passar per sobre de la cua del Cometa de Halley el maig de 1986.

### Estudi del Sol i el medi interplanetari (1991-1997)
El 1991, la missió de l'ICE va ser ampliada per la NASA. La nau espacial ha d'estudiar les ejeccions de massa coronal del Sol, la radiació còsmica i fer observacions coordinades amb la sonda espacial Ulysses. El 5 de maig de 1997, la NASA va finalitzar la missió.

### Sobrevol de la Terra el 2014
L'agost de 2014, el satèl·lit va tornar a les proximitats de la Terra. Per a la NASA, la missió ha acabat tot i que la sonda encara està operativa i encara conté combustible. Enginyers i científics llancen el projecte "ISEE-3 Reboot" amb l'objectiu de recuperar el contacte amb la sonda, inserir-la en una òrbita estable i permetre que continuï la seva missió. La NASA va donar el seu consentiment i el maig de 2014 l'equip del projecte va aconseguir restablir el contacte amb la sonda espacial i activar el seu sistema de control d'actitud i després de correcció de trajectòries. Però poc després del sobrevol de la Lluna, es va perdre el control de l'ICE.

## Característiques tècniques
L'ISEE 3 és un satèl·lit cilíndric d'1,58 metres d'alçada i 1,77 metres de diàmetre. Amb un pes de 479 kg al llançament, transporta 89 kg d'hidrazina. El satèl·lit s'estabilitza per rotació. L'ISEE 3 porta 13 instruments subministrats tant per laboratoris americans com europeus. Aquests inclouen un magnetòmetre, instruments per estudiar plasma, camps elèctrics, vent solar, raigs còsmics i partícules energètiques.